# Флоренция (аэропорт)
Аэропорт Флоренция—Перетола (итал. Aeroporto di Firenze-Peretola;  (ИАТА: FLR, ИКАО: LIRQ), также Аэропорт имени Америго Веспуччи — международный аэропорт, расположенный во Флоренции, столицы итальянского региона Тоскана. Это второй по пассажиропотоку тосканский аэропорт после международного аэропорта Пизы.

## История

### Ранние годы
Первый аэродром во Флоренции был создан в районе Кампо-ди-Марте в 1910 году, когда военные власти разрешили использовать поле для «экспериментов в области аэронавигации». Таким образом, Кампо-ди-Марте стал первым аэропортом Флоренции и оставался им на протяжении 1920-х годов. Однако вскоре поле было окружено домами и не подходило для новых самолетов, которые тогда заменяли первые корабли с брезентовым покрытием. В 1928 году было выбрано место на равнине между Флоренцией и Сесто-Фьорентино. Аэропорт Перетола открылся там 4 июня 1931 года.
Сначала Перетола представляла собой большое поле, где самолеты взлетали и садились без формального направления, но в конце концов Министерство аэронавтики решило расширить и модернизировать его. Аэропорт был расширен в сторону Кастелло, а в 1938–39 годах была построена асфальтированная взлетно-посадочная полоса шириной 60 м и длиной 1000 м, обращенная на северо-восток.
Во время Второй мировой войны аэропорт использовался как Королевскими ВВС Италии, так и Люфтваффе, а с 1944 года - ВВС союзников. Позже, в 1940-х годах, он принял свои первые пассажирские рейсы, выполняемые Aerea Teseo на самолетах Douglas DC-3. В 1948 году Aerea Teseo прекратила свою деятельность. В конце 50-х и начале 60-х Alitalia, также использующая DC-3, предлагала два маршрута: Рим-Флоренция-Венеция и Рим-Флоренция-Милан. Затем ATI предложила несколько внутренних рейсов на Fokker F27.
В начале 1980-х планировалось модернизировать оборудование аэропорта. В 1984 году была основана Saf (ныне AdF), компания, управляющая аэропортом, и были завершены работы по реконструкции: удлинение с 1000 до 1400 метров и установка освещения на взлетно-посадочной полосе, установка навигационной системы VOR/DME и реконструкция терминала аэропорта. В сентябре 1986 года возобновились регулярные рейсы. С тех пор количество самолетов и пассажиров неуклонно росло.

### Расширение после 1990-х годов
В 1990 году аэропорту было присвоено имя уроженца Флоренции Америго Веспуччи, итальянского торговца и картографа.
В 1992 году было открыто здание, ныне предназначенное для прибывающих, построенное AdF. Два года спустя открылось здание вылета, а городские власти Флоренции открыли автостоянку у входа в аэропорт. В 1996 году взлетно-посадочная полоса была расширена на 250 метров, и AdF профинансировала дальнейшее расширение зоны вылета. Сегодня в новой зоне есть 15 стоек регистрации, а общая площадь составляет 1200 м2, 770 из которых предназначены для общественного пользования.
С 9 апреля 1998 года AdF получила глобальную концессию на управление инфраструктурой аэропорта и взяла на себя ответственность за техническое обслуживание и развитие.
5 декабря 2012 года Vueling объявила об открытии операционной базы во Флоренции с рейсами в несколько пунктов назначения в Европе.

## Характеристика

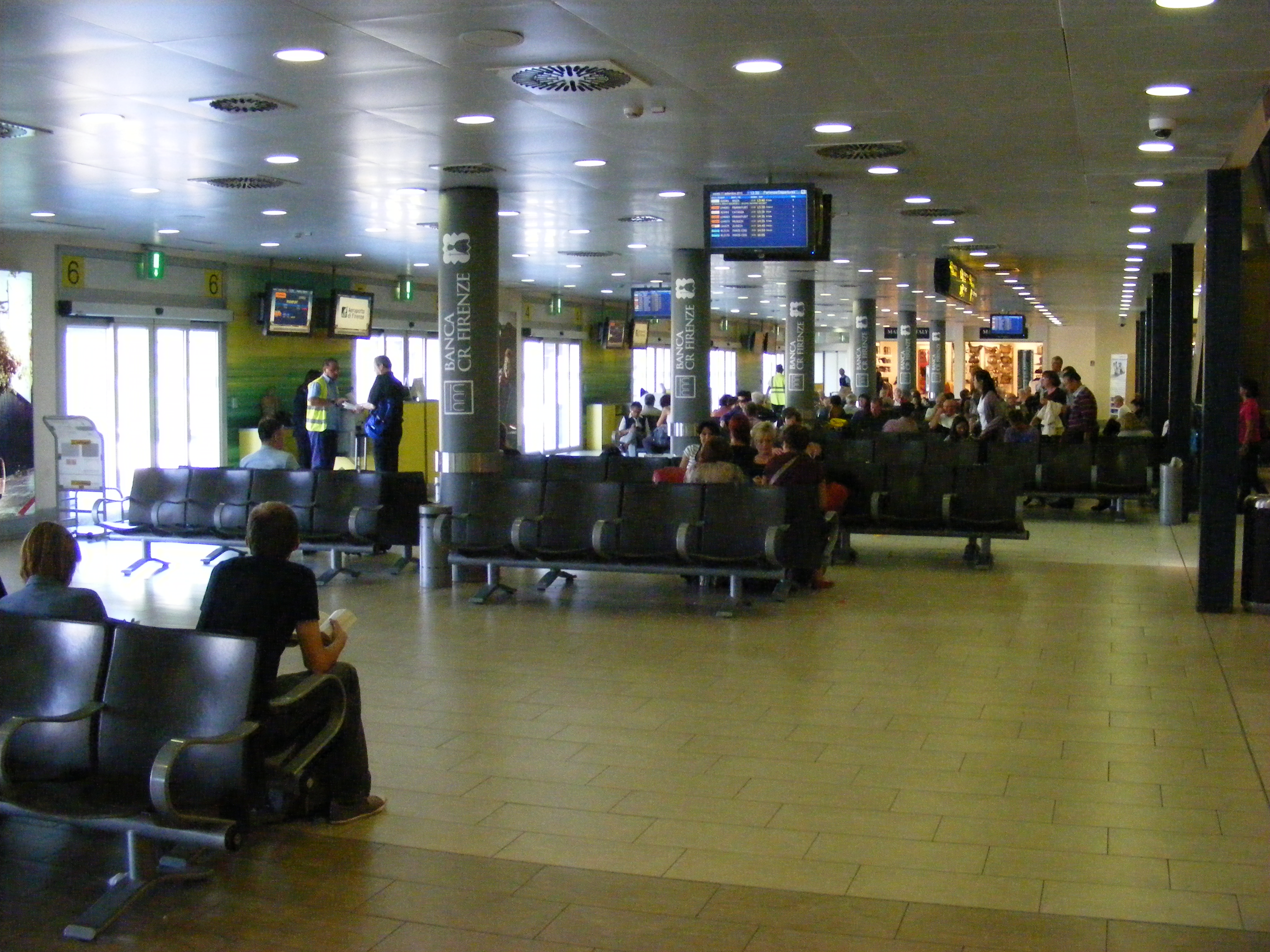
Зал отправления

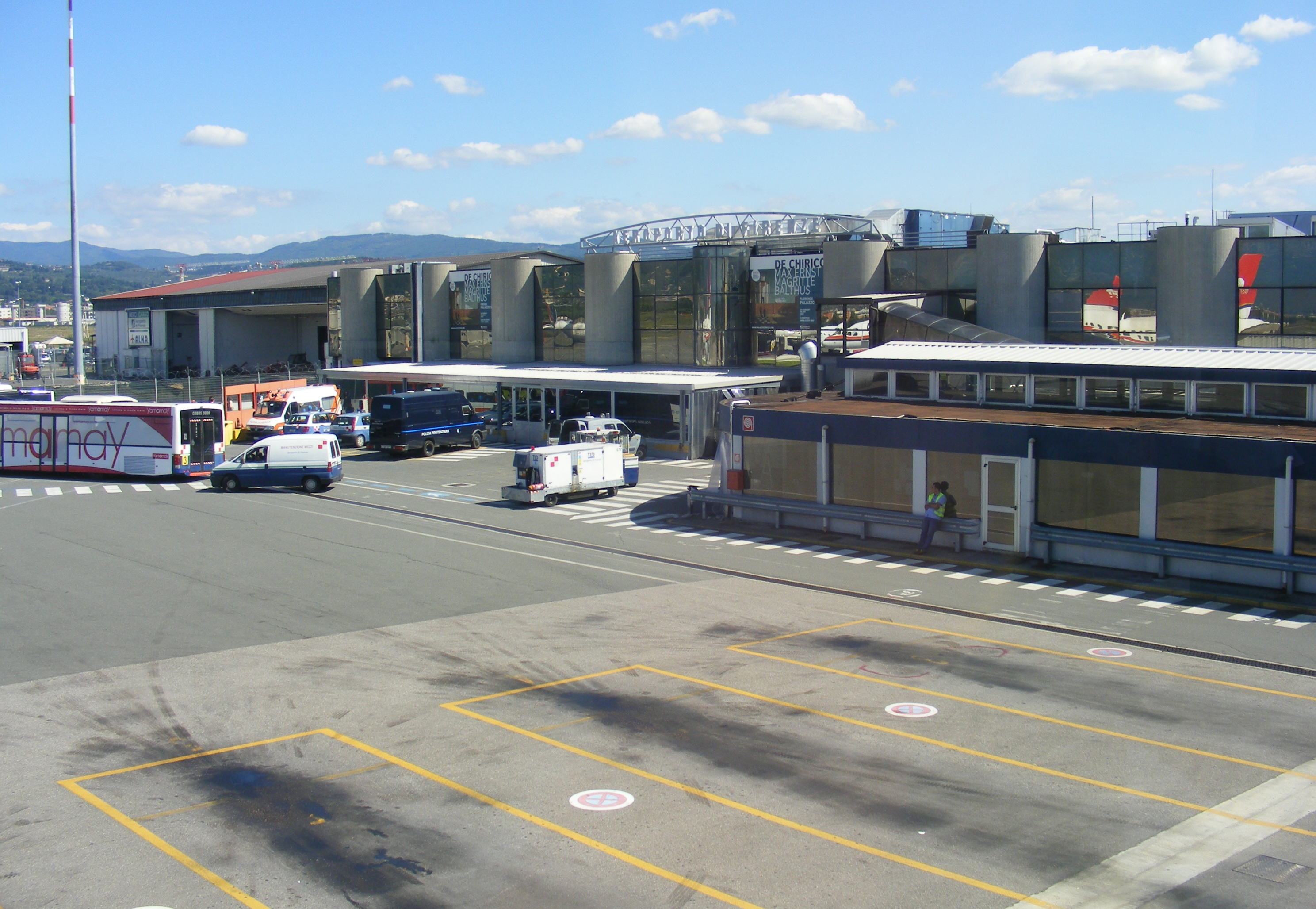
Перон

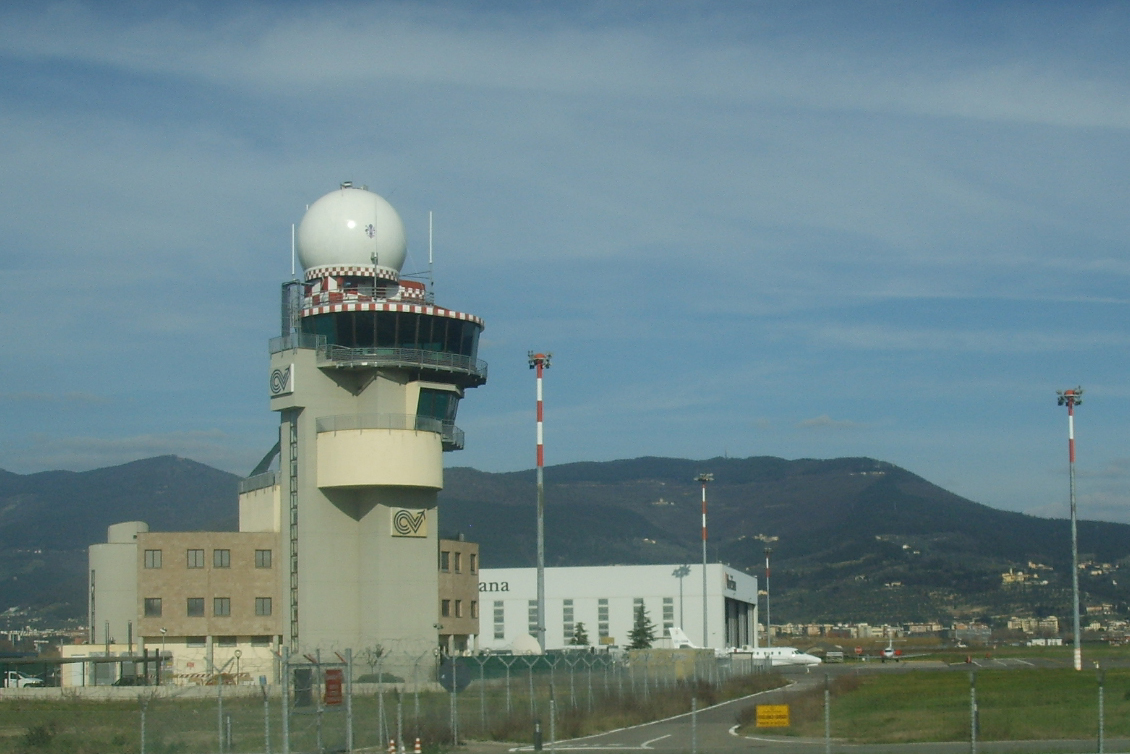
Контрольная вышка

В конце 1999 года началась реконструкция и расширение терминалов, стоянок самолетов и других объектов. В июле 2000 года AdF дебютировал на фондовом рынке, а в 2001 году аэропорт одним из первых в Европе получил сертификат UNI EN ISO 9001/2000 за качество своих услуг.
Аэропорт Флоренции имеет единственную взлетно-посадочную полосу, а основная рулежная дорожка расположена в конце 5 взлетно-посадочной полосы, а зона ожидания/перелета находится в конце 23 взлетно-посадочной полосы. Как это принято в небольших аэропортах, после приземления самолеты разворачиваются в конце взлетно-посадочной полосы, после чего рулит обратно, чтобы добраться до перона и терминала. Из-за непосредственной близости от Монте-Морелло самолеты обычно взлетают с взлетно-посадочной полосы 23, что вынуждает самолеты снова выруливать по взлетно-посадочной полосе, чтобы вылететь.
В аэропорту также базируются вертолёты полиции Италии.

## Авиакомпании направления
Следующие авиакомпании выполняют рейсы из аэропорта Флоренции:

## Статистика
Данные из запроса в Викиданные.

## Наземный транспорт
Вторая линия сети Трамвай Флоренции имеет конечную остановку в аэропорту. Аэропорт также связан с городом автобусной линией, которая курсирует от и до центрального железнодорожного вокзала каждые полчаса, обслуживается местной автобусной компанией ATAF. Также доступны услуги такси.

## Авиакатастрофы и происшествия
- 30 июля 1997 г. ATR 42 авиакомпании Air Littoral, прибывший из Ниццы, при посадке пролетел над взлетно-посадочной полосой, врезался в ограждение и слетел в кювет рядом с близлежащей автомагистралью A11. Капитан скончался от полученных травм четыре дня спустя; еще четырнадцать человек на борту получили ранения.